# Tomo Česen
Tomo Česen (nacido el 5 de noviembre de 1959 en lo que entonces era Yugoslavia, hoy Eslovenia) es un montañero esloveno que se especializa en ascensos en solitario en los Alpes y en la cordillera del Himalaya, tan espectaculares como controvertidas.
A los 26 años de edad, encadenó las tres grandes caras norte de los Alpes (las caras norte del Cervino, el Eiger y las Grandes Jorasses en invierno), convirtiéndose en la primera persona que lo hizo en invierno. Ha declarado otros destacados logros montañeros, pero algunos de sus ascensos han sido puestos en entredicho por otros montañeros. 
Česen manifiesta haber subido en 1987 la vía No Siesta, abierta por Stanislav Gledjura y Jan Porvaznik, del 21 al 23 de julio de 1986 en la cara norte de las Grandes Jorasses. Afirma haber tardado catorce horas, entre el 29 y el 30 de septiembre de 1987. Sin embargo, la tercera ascensión declarada de No Siesta la hizo el alpinista francés François Marsigny con Olivier Larios en 1996, empleando tres días. Una cordada rusa la hizo en 1998 en un día y medio. Una en solitario la hizo Patrice Glairon-Rappaz, en tres días en junio de 2000. Marsigny afirma que ya no se cree la ascensión de Česen.
También se pone en duda si subió en solo o no la cara norte del Jannu en el año 1989, en una vía directa en la Wall of Shadows. Reinhold Messner y otros escépticos de gran nivel desconfían de su relato, citando inexactitudes en su historia y su falta de pruebas fotográficas.
Pero sin duda la mayor controversia la suscita su alegado ascenso en solitario, en el año 1990, por la cara sur del Lhotse, la cuarta montaña más alta del mundo. En 1990, la ascensión del Lhotse comenzó a ser cuestionada, especialmente por un equipo ruso, que con medios pesados (cuerdas fijas, oxígeno), llevó a S. Bershov y W. Karatajev a la cumbre el 10 de octubre de 1990. Para verificar este ascenso, Česen presentó una fotografía del oeste Cwm del Everest tomada desde el Lhotse, que más tarde resultó que no le pertenecía a él.
Una de las rutas más populares del K2 se llama en su honor vía Cesen, después de que la hiciera en solitario en el año 1986.

## Ascensos en solitario
- 1986: las tres caras norte del Cervino, el Eiger y las Grandes Jorasses en invierno, en una semana.

- 1987: segunda ascensión de No Siesta (abierta por Stanislav Gledjura y Jan Porvaznik, del 21 al 23 de julio de 1986 1200 m, 6b/A2, 90°) en la cara norte de las Grandes Jorasses en 14 h 00 del 29 al 30 de septiembre de 1987
- 1988: segunda ascensión de Crna Zajeda (« Diedro negro») en Tavinik en los Alpes Julianos, en verano, seguido de la tercera y la primera invernal, en ocho horas
- 1989: primera invernal de Temps modernes en la Marmolada (800 m, 6b+), en siete horas - solitario invernal de la Gabarrou-Long en el Pilar Rojo de Brouillard en el mont Blanc
- 1989: primera de la cara norte de Jannu (también llamado Khumbakharna, 7710 m: 2.800 m, 6b/A2, 90°, en 23 horas
- 1990: primera de la cara sur del Lhotse, en 64 horas (de ellas 46 para la ascensión), entonces considerada como el «último gran problema» del Himalaya